# Hans Ditlev Franciscus von Linstow

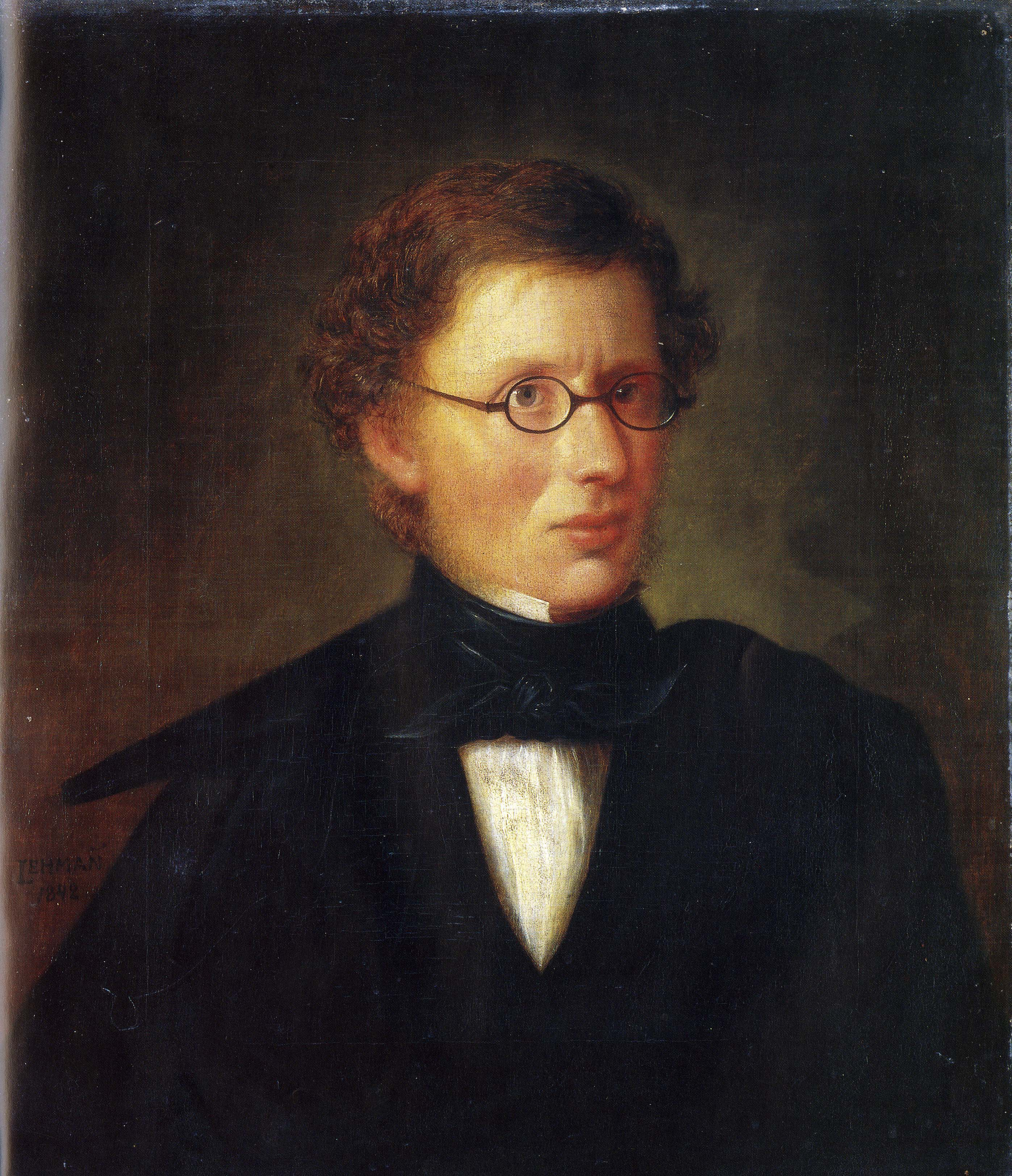
Retrato de Linstow por Carl Peter Lehmann, em 1842.

Hans Ditlev Franciscus von Linstow (1787-1851) foi um arquiteto norueguês, nascido na Dinamarca. Ele é melhor conhecido por ter projetado o Palácio Real de Oslo, seus jardins e a Karl Johans gate.